# Frumoasa aventură (film din 1959)
Frumoasa aventură (titlul original: în germană Das Schöne Abenteuer) este un film de comedie vest-german, realizat în 1959 de regizorul Kurt Hoffmann, după romanul Reise durchs Familienalbum de Antonia Ridge, protagoniști fiind actorii Liselotte Pulver, Robert Graf, Oliver Grimm și Bruni Löbel.

## Rezumat
Doamna profesor de engleză Dorothee Durand călătorește în sudul Franței pentru a căuta rude ale tatălui ei decedat. La un hotel din Nîmes, își face repede prieteni care sunt dornici să o ajute să-și găsească rudele. Acolo îl cunoaște și pe simpaticul Marius Bridot, care este foarte interesat de ea. În cele din urmă, cu ajutorul echipei locale de fotbal, își găsește cei doi veri într-un mic sat și petrece zile frumoase cu ei. Iar când Marius Bridot o urmărește în peisajul pitoresc, ea se decide să rămână în această țară, ca soția lui fericită.

## Distribuție
- Liselotte Pulver – Dorothée Durand
- Robert Graf – Marius Bridot
- Oliver Grimm – Pierre Bridot
- Bruni Löbel – Françoise
- Eva Maria Meineke – Cathérine
- Heinrich Schweiger – César
- Horst Tappert – Frécon
- Hans Clarin – Polyte, șoferul autobuzului
- Edith Teichmann – Angélique
- Karl Lieffen – fotograful Fortuné Tallon
- Alexander Hunzinger – oaspetele hotelului Labise
- Ernst Braasch – oaspetele hotelului Esperandier
- Paul Esser – oaspetele hotelului Olivon
- Heinz Leo Fischer – oaspetele hotelului Pinatel
- Rudolf Rhomberg – Jules Tardy
- Edith Schollwer – mama lui César
- Klaus Havenstein – Mapeaux, șoferul autobuzului
- Helmut Oeser – Vincent
- Karl Hanft – jandarmul Bombeau
- Ralf Wolter – hoțul de buzunare
- Henry Lorenzen – pompierul
- Klaus W. Krause – primul ofițer de anchetă
- Walter Karl Gussmann – al doilea ofițer de anchetă
- Otto Storr – pastorul
- Hans Baur – conductorul
- Lisa Helwig – călugărița din tren